# Copenhagen Hockey
Le Copenhagen Hockey est un club de hockey sur glace de Hvidovre au Danemark.

## Historique
Le club est créé en 1966 sous le nom de Hvidovre IK Wolfes. En 2007, il est renommé Totempo HVIK. Il évolue alors en AL-Bank ligaen l'élite danoise. Mais au cours de la saison 2008-2009, son équipe professionnelle cesse ses activités dans le championnat à cause de problèmes financiers. Il reprend alors le nom de Copenhagen Hockey.

## Palmarès
- Vainqueur de la 1. division: 2000.